# Ливоишта
Ливоишта (Ливојишта, мкд. Ливоишта) су насеље у Северној Македонији, у југозападном делу државе. Ливоишта припадају општини Охрид.

## Географија
Насеље Ливоишта је смештено у југозападном делу Северне Македоније. Од најближег града, Охрида, насеље је удаљено 10 km северно.
Ливоишта се налазе у историјској области Охридски крај, која се обухвата источну и североисточну обалу Охридског језера. Насеље је смештено у врху невеликог Охридског поља, које се пружа на североисточној страни језера. Југоисточно од насеља издиже се планина Галичица, северно Илинска планина, а западно побрђе Горенци. Надморска висина насеља је приближно 770 метара.
Клима у насељу, и поред знатне надморске висине, има жупне одлике, па је пре умерено континентална него планинска.

## Становништво
Ливоишта су према последњем попису из 2002. године имала 178 становника. 
Већину становништва чине етнички Македонци (100%).
Већинска вероисповест је православље.